# Etno-história
Etno-história é uma metodologia interdisciplinar utilizada nas ciências humanas, principalmente nas disciplinas de história, antropologia, geografia e arqueologia. A etno-história surgiu nos Estados Unidos nas primeiras décadas do século XX e se desenvolveu após a promulgação da ICA - Indian Claim Act, em 1946, que garantiu direitos aos povos indígenas estadunidenses. Após esse período, a etno-história se difundiu para outras áreas do globo, como Oceania, Sul e Leste da Ásia e principalmente na América Latina.  
O Brasil é um dos países onde a etno-história mais se desenvolveu. Isso realizou-se junto do crescimento da história indígena, que ocorreu após a promulgação da Constituição Federal de 1988, que garantiu aos povos indígenas brasileiros, o direito ao seu território tradicional e de realizar suas práticas culturais. O século XXI é marcado pelo aumento dos escritos sobre os povos indígenas no Brasil, principalmente por meio da maior inserção dos indígenas nas universidades e na elaboração de artigos, trabalhos de conclusão de curso, dissertações de mestrado e teses de doutorado

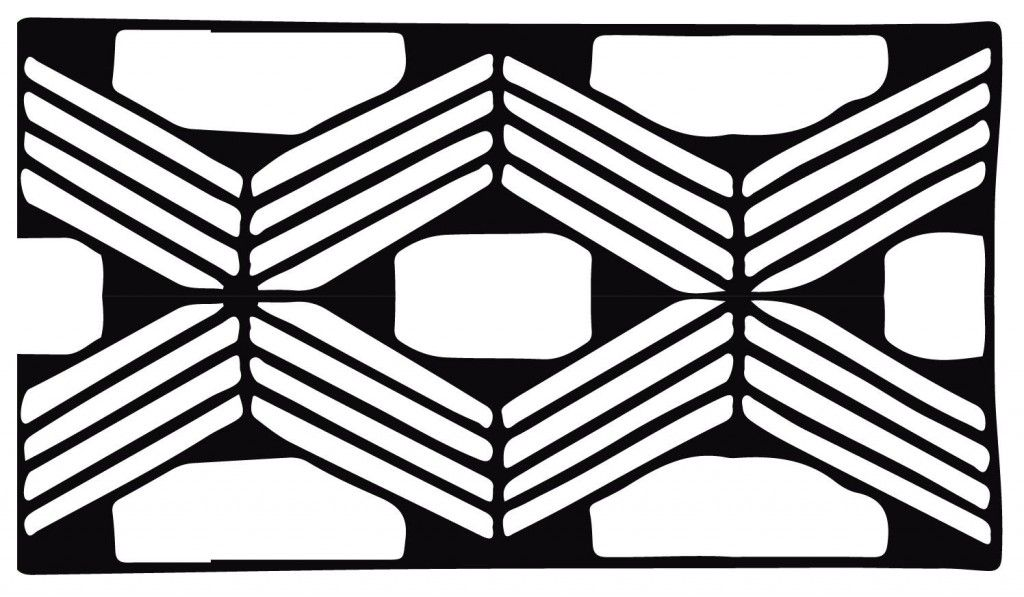
Dentre as diversas temáticas onde a metodologia da etno-história é utilizada, as principais, são as sociedades indígenas. Grafismo da etnia Moitará

A etno-história é marcada por ser uma metodologia interdisciplinar que permite o uso variado de fontes, tais como, os dados etnográficos, coletados nos trabalhos de campo e registrados nos diários ou cadernos de campo. Outro tipo de fonte que a etno-história permite, são fontes orais, realizadas por meio de entrevistas, que tem como suporte, manuais de uso e ética em história oral. Também, é possível o uso de fontes materiais, especialmente as evidências arqueológicas,  como artesanatos, cerâmicas, fosseis e paisagens. Por fim, a etno-história, não exclui as fontes escritas, entretanto, ela emprega uma atenção especial em suas analises, procurando compreender como elas foram interpretadas pelas sociedades tradicionais, apontando assim, equívocos, erros e preconceitos inseridos nessas documentações.   
Por mais que a grande maioria dos trabalhos em etno-história se concentrem no continente americano, é possível encontrar trabalhos e grupos de pesquisa relevantes em outras partes do mundo, como acontece na Oceania, com a revista Australian Aboriginal Studies, que trouxe enorme contribuição para o debate e difusão da etno-história na Australia. Além disso, grande parte dos estudos em etno-história está na temática indígena, entretanto, é possível encontrar pesquisas que utilizam a metodologia da etno-história para analisar outros contextos, como povos negros, festividades religiosas, migrações, questões de gênero e de História Ambiental. Dessa forma, por mais próximas que pareçam, não se deve utilizar etno-história e história indígena como sinônimos.  

## Antecedentes

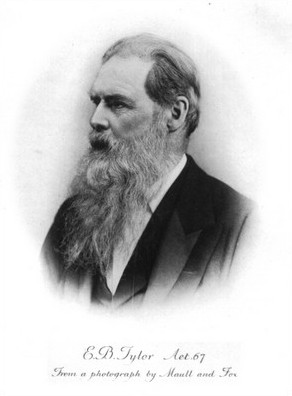
Até as primeiras décadas do século XX, o estudo das sociedades indígenas era praticamente exclusividade da antropologia. Na imagem, temos o retrato de Edward Burnett Tylor, um dos principais nomes da antropologia do séc. XIX, conhecido pela teoria do evolucionismo cultural.

Para a criação da metodologia que atualmente conhecemos como etno-história , foi necessário um contexto político (luta pelos direitos dos povos indígenas) e acadêmico (necessidade de novas pesquisas sobre as populações tradicionais) adequado para tal. Durante o século XIX e parte do XX, várias áreas do conhecimento, como filosofia, história e antropologia, carregavam teorias que reforçavam a ocidentalização, deixando em segundo plano, ou destacando como inferior, muitas sociedades tradicionais.
Também havia uma nítida separação entre as disciplinas (principalmente da área das ciências humanas) por meio dos temas de pesquisa. Por exemplo, até a Primeira Guerra Mundial, tanto os culturalistas estadunidenses e antropólogos britânicos enfatizavam a necessidade da separação entre os campos de atuação das suas disciplinas, como o estudo das culturas, em relação aos escritos realizados pelos historiadores. O estudo realizado pela história das populações indígenas era marginalizado e criticado pelos pares e por profissionais de outras áreas das ciências humanas, pois entendia-se, que os historiadores deveriam escrever sobre as sociedades com escrita, enquanto cabia aos antropólogos e arqueólogos, o estudo das sociedades ágrafas.
Por exemplo, no início do século XX, grupos de antropólogos, entre eles, difusionistas e distribucionistas  eram contrários ao uso das metodologias da história para pesquisas sobre o histórico das sociedades indígenas. Robert Lowie, em seus escritos antropológicos, negava que as sociedades tradicionais eram dotadas de perspectiva ou senso histórico, por isso, criticava o uso da tradição oral  e de relatos de viajantes. O antropólogo também acreditava que as questões e problemáticas das pesquisas antropológicas só poderiam ser resolvidas pelos métodos objetivos da etnologia comparativa, da arqueologia, da antropologia física e da linguística. 
Na década de 1920, outros nomes relevantes para o campo da antropologia também criticavam as pesquisas antropológicas com orientação histórica , como Bronisław Kasper Malinowski e Alfred Reginald Radcliffe-Brown. A justificativa usada por esses antropólogos era que não havia documentos para o estudo das sociedades tradicionais sem escrita, como também, de acordo com Radcliffe Brown, a história e a antropologia social eram de natureza antagônicas, sendo assim, os antropólogos sociais  deveriam se voltar "ao avanço das generalizações sobre a estrutura da sociedade, como resultado do estudo comparativo das sociedades primitivas, sem referência à sua história". Até a década de 1950, muitos antropólogos sociais ainda evitavam utilizar métodos históricos em suas escritas, continuando uma abordagem sobre os povos sem tradição da escrita, sem a referência em documentos históricos, mesmo quando eles estavam disponíveis. Por mais que a metodologia da etno-história tenha iniciado no início do século XX, ela enfrentou muita resistência até a década 1950, quando ainda era pontuada a separação de temas de pesquisa entre antropologia e história. 

## O Surgimento da etno-história
Durante o início do século XX, a questão dos indígenas que ocupavam a América do Norte ganha destaque, crescendo os estudos sobre essas populações. O primeiro registro encontrado do termo etno-história ocorreu no ano de 1909, nas pesquisas de Clark Wissler, que tinha como objetivo, escrever relatórios arqueológicos sobre os indígenas na área da grande Nova York e do baixo Rio Hudson. De acordo com os escritos de Clark Wissler, etno-história seria a combinação e utilização de dados coletados nas escavações arqueológicas e dados etnográficos, que seriam reunidos, resultando em documentações produzidas por pesquisadores não indígenas estabelecidos em centros de pesquisa e universidades.
Na década de 1930, foi a primeira vez que o termo etno-história foi utilizado como um método, por meio dos estudos de Fritz Röck no Viennese Study Group for African Culture History.  Esse grupo, tinha como objetivo criar modelos que proporcionasse que a história fosse desenhada por meio de dados etnográficos coletados no continente africano. Todavia, o grupo não conseguiu êxito em seus objetivos de difundir o conceito, principalmente em relação a passar do teórico ao prático. Posteriormente, o grupo acabou fundindo-se, com a denominada etnografia histórica. 

## Os primeiros passos da etno-história

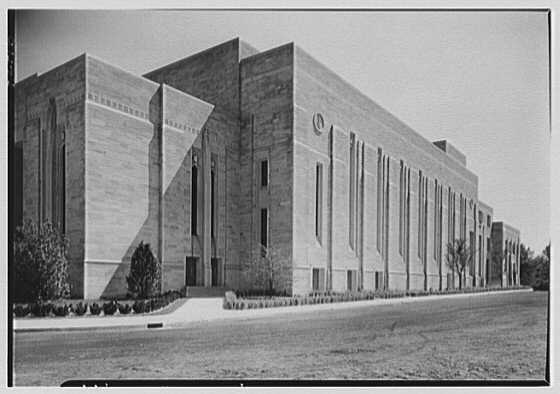
Indiana University, um dos principais espaços dos primeiros debate sobre a etno-história

O artigo escrito por Bruce Graham Trigger no periódico Ethnohistory , destaca que o primeiro  trabalho substancial de etno-história estadunidense, foi escrito em 1937 pelo historiador A.G. Bailey, intitulado como: El conflicto entre las culturas europea y algonkina oriental, 1504- 1700.  Apesar desse relevante trabalho para a etno-história, foi somente a partir da década de 1950, que ela se desenvolveu nos Estados Unidos. Isso ocorreu ao final de Segunda Guerra Mundial, principalmente com a promulgação, em 1946 do ICA - Indian Claim Act, que deu direito aos indígenas estadunidenses a reivindicar seus territórios ou pedir compensações pelas terras perdidas. Com isso, necessitou-se de uma grande demanda de pesquisa sobre esses povos tradicionais, já que para garantir os benefícios, era necessário produzir estudos e laudos que atestassem as indenizações.  Dessa forma, envolveram-se nos estudos sobre os indígenas estadunidenses profissionais das mais diversas áreas das ciências humanas, como antropólogos, historiadores, arqueólogos, linguistas, entre outros. 
Os laudos realizados nesse contexto, foram reunidos e apresentados no Ohio Valley Historic Indian Conference sendo realizada no Ohio State Museum, na cidade de Columbus, em novembro de 1953. Esse evento teve como enfoque a análise da história e da situação dos indígenas do vale do Rio Ohio, levando em consideração as contribuições de historiadores, arqueólogos e antropólogos. Posteriormente, esse grupo passou a ser denominado como American Indian Ethnohistoric Conference, criado no ano de 1954 e afiliada à Indiana University em Bloomington. Esse contexto, propiciou a criação da revista Ethnohistory, que teve a sua primeira publicação datada em abril de 1954.

## A etno-história ao final do século XX e início do XXI

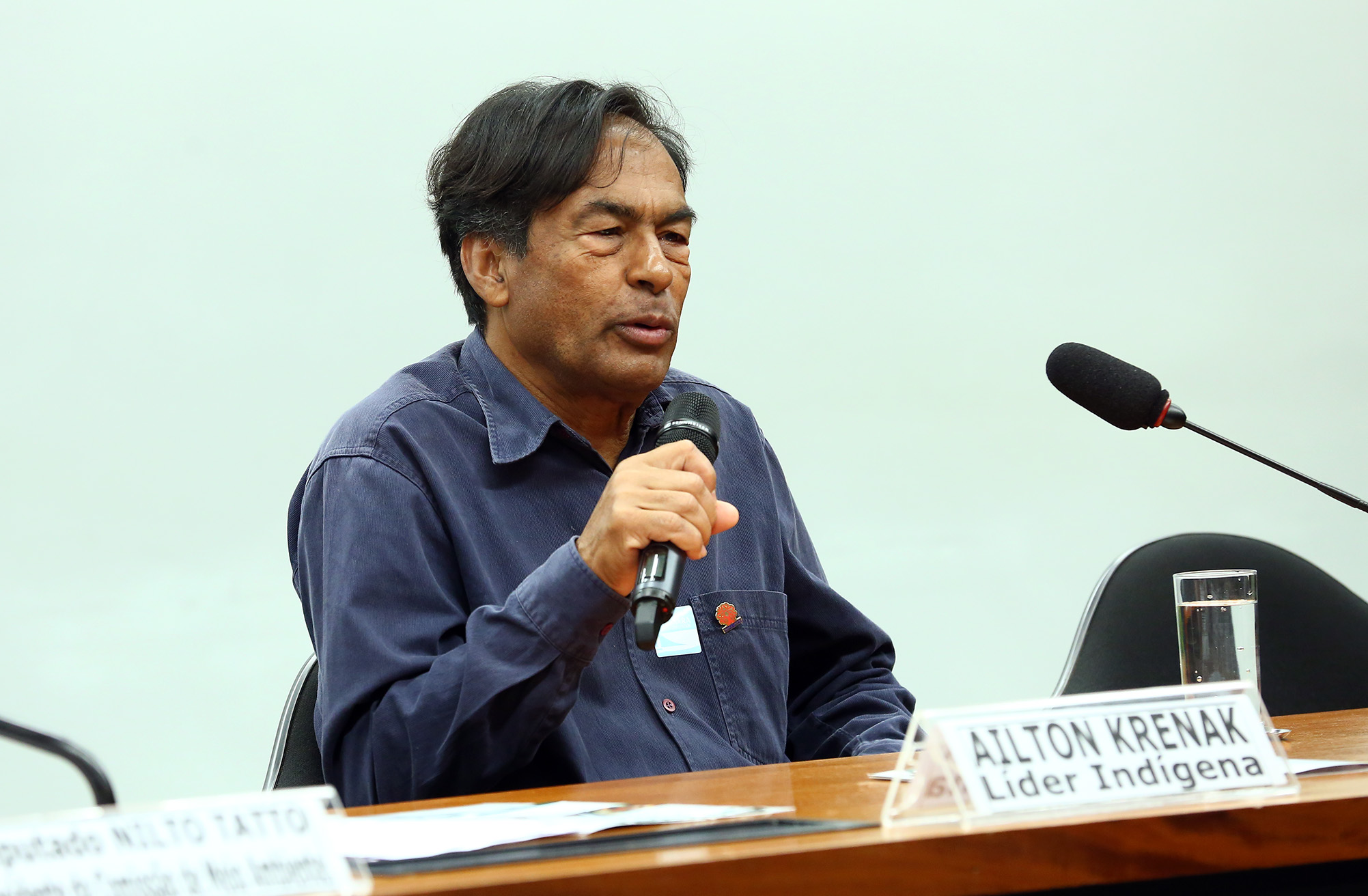
Ailton Krenak é um dos principais líderes indígenas no Brasil. Durante a constituinte, em 1987, Ailton Krenak ficou marcado por seu discurso sobre o direito dos povos indígenas, enquanto pintava seu rosto.

Após o nascimento da etno-história nos Estados Unidos, outros países foram influenciados pelos primeiros estudos e grupos sobre o assunto. No Brasil, a etno-história ganhou destaque a partir do período de redemocratização e após a ditadura militar brasileira. Nesse contexto, a temática indígena teve destaque por meio dos debates sobre o lugar dos indígenas na sociedade brasileira, movido principalmente pela elaboração da Constituição Federal de 1988. Esse documento é um marco para os indígenas que habitam o território brasileiro, levando em consideração, que foi a primeira vez que o Brasil reconheceu aos indígenas o direito de viver de acordo com suas normas e costumes, como também o direito sobre um território para sobreviver.  O principal artigo da Constituição Federal de 1988 que aborda os direitos indígenas sobre seu território e de realização de suas práticas culturais  é o nº 231. 
Art. 231. São reconhecidos aos índios sua organização social, costumes, línguas, crenças e tradições, e os direitos originários sobre as terras que tradicionalmente ocupam, competindo à União demarcá-las, proteger e fazer respeitar todos os seus bens.
Em conjunto disso, a partir da década de 1970, temos o surgimento do chamado Movimento indígena, que consistiu na mobilização e união dos indígenas de todo o Brasil que buscavam melhorar a sua condição de vida, bem como protestar em relação às políticas assimilacionistas promovidas por órgãos federais, como o SPI - Serviço de Proteção aos Índios (1910-1967) e a FUNAI - Fundação Nacional dos povos indígenas, este, é o órgão nacional, responsável pelas questões indígenas.
Assim como aconteceu com os Estados Unidos após a Segunda Guerra Mundial e a ICA - Indian Claim Act, no Brasil, novas demandas e pesquisas sobre os indígenas foram necessárias após a promulgação da Constituição de 1988, o crescimento demográfico dos indígenas e a autovalorização da identidade étnica. Até a década de 1970, os estudos sobre os povos indígenas no Brasil eram centrados na perspectiva de que essas populações iriam desaparecer e ainda carregavam traços da dicotomia do século XIX entre antropologia e história, sobre seus objetos de estudo. A história destinava a sua atenção para as sociedades de cultura europeia, ocidentalizadas, letradas, que deixaram documentos escritos para análise. Já a antropologia, aplicava-se ao estudos dos povos considerados como inferiores, de cultura não ocidental e geralmente de tradição oral. Dessa forma, durante boa parte do século XX, as pesquisas dos povos indígenas no Brasil era tomada principalmente pela antropologia e ocupava um pequeno espaço no campo da história.
Esse cenário começa a mudar, quando grupos de pesquisa concentram suas atenções para as mudanças ocorridas no panorama político em torno dos direitos dos povos indígena. Entre esses grupos, é possível citar as reuniões organizadas pelo professor Silvio Coelho dos Santos, ocorridas em Santa Catarina nos anos de 1980 e 1983. A conclusão da primeira reunião, de acordo com e David Maybury-Lewis “foi a de que é chegada a hora do Brasil enfrentar o fato de ser uma sociedade multiétnica e de agir de acordo com este fato.”  No ano de 1983, a antropóloga Manuela Carneiro da Cunha foi responsável pela organização de Grupo de Trabalho na ABA - Associação Brasileira de Antropologia e ANPOCS - Associação Nacional de Pós-Graduação em Ciências Sociais, com o objetivo de discutir a temática indígena. Participaram dessa reunião pessoas de diferentes áreas, como antropólogos, historiadores e arqueólogos e gerou um produção sobre o tema que foi publicada na Revista de Antropologia (n.30, 31 e 32).  Na publicação, Manuela Carneiro da Cunha destaca que a temática da história indígena estava passando por uma intensa mudança.

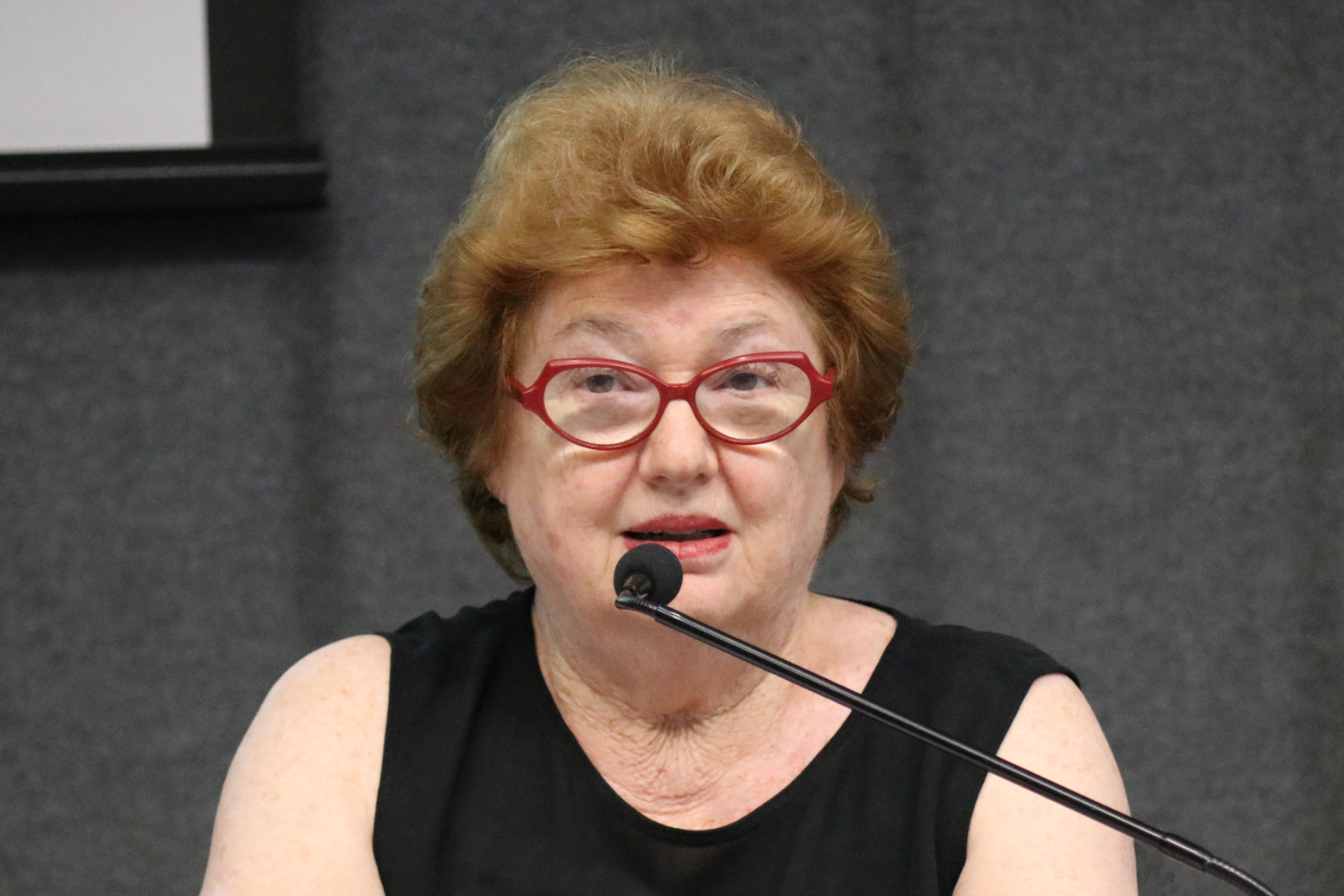
Manuela Carneiro da Cunha é uma das principais escritoras sobre o direito dos povos indígenas. Dentre as suas principais obras estão: Índios no Brasil: História Direito e Cidadania; Cultura com aspas e Direitos dos Povos Indígenas em Disputa.

Outra mudança que ocorre nesse período é o surgimento do indianismo na década de 1970, sendo um movimento que questionava como as sociedades indígenas eram abordadas tanto nas leis, como nas pesquisas acadêmicas. O ponto fundamental dessa mudança foi dois encontros em Barbados, um em 1971  (no Simpósio sobre fricção interétnica na América do Sul) que reuniu antropólogos e indigenistas e outra em 1977, que contou também com a participação de historiadores e líderes indígenas. Como consequência desses encontrou surgiu a Declaração de Barbados: pela libertação do indígena, que consiste em um documento que faz críticas ao colonialismo sofrido pelos povos indígenas, bem como, destaca o protagonismo dessas populações. Essa modificação também afetou a etno-história. Nas últimas décadas do século XX e as primeiras do XXI, a etno-história vem sendo utilizada para reforçar essas mudanças sobre os escritos a cerca dos povos indígenas, principalmente destacando essas populações como protagonistas de sua história, bem como de ser portadora de uma cultura própria e dinâmica, assim como as sociedades de tradição de escrita ocidental.  Também, a etno-história foi importante para o repensar da história em países colonizados, como as Américas, colaborando para que as populações tradicionais fossem inseridas nas discussões sobre a construção das sociedades americanas, sob o ponto de vista de seu protagonismo. Para isso, é necessário que o etno-historiador tenha um amplo conhecimento sobre a cultura estudada, necessitando com isso, englobar conhecimentos interdisciplinares. 

## AThe American Society for Ethnohistorye o periódicoEthnohistory
Entre os grupos mais renomados sobre a etno-história, um dos seus principais é a The American Society for Ethnohistory. Fundada em 1954 com o nome de American Indian Ethnohistoric Conference, foi apenas em 1966 que foi renomeada com como é atualmente.  Em sua constituição, a sociedade coloca como finalidade os meios "educacionais e científicos: incentivar o estudo da etno-história; trocar e divulgar informações neste domínio; realizar conferências periódicas para discutir problemas de interesse mútuo relativos ao estudo da etno-história; e obter a cooperação das disciplinas envolvidas para projetos de pesquisa"  Em sua página eletrônica, a The American Society for Ethnohistory destaca que sua missão é organizar o seu campo internacionalmente e de forma interdisciplinar, reunindo antropologia, história, estudos indígenas americanos, arqueologia, ecologia, linguística e demais áreas próximas. Junto disso, a sociedade pretende dar mais impulsividade para as histórias dos grupos nativos por meio de analises mais afastadas de visões colonialistas e ocidentalizadas.
A The American Society for Ethnohistory ao longos dos seus anos criou prêmios para homenagear e prestigiar etno-historiadores, como o prêmio para livros Erminie Wheeler-Voegelin, criado em 1981, que inclui certificado e um prêmio em dinheiro de US$ 1.000; Prêmio para artigos Robert F. Heizer, criado em 1980, que inclui além do certificado uma premiação de US$ 500;  Por fim, o prêmio para artigos de estudantes chamado de Helen Hornbeck Tanner, que junto de certificado paga ao vencedor US$ 250.
Junto disso, a The American Society for Ethnohistory organiza desde 2017 a conferência anual de etno-história:
| Ano de realização | País onde ocorreu o evento | Cidade do evento |
| ----------------- | -------------------------- | ---------------- |
| 2017              | Canadá                     | Winnipeg         |
| 2018              | México                     | Oaxaca           |
| 2019              | Estados Unidos             | Pensilvânia      |
| 2020              | Evento virtual             |                  |
| 2021              | Evento Virtual             |                  |
| 2022              | Estados Unidos             | Kansas           |
| 2023              | Estados Unidos             | Flórida          |

Desde 1954, a The American Society for Ethnohistory também organiza o periódico denominado como Ethnohistory. Essa revista soma mais de setenta edições e de acordo com seu editorial, o objetivo da Ethnohistory é ampliar os debates de modo interdisciplinar sobre a experiência, identidades dos povos indígenas, diaspóricos e minoritários, que geralmente ficavam à margem da historiografia ou da antropologia que discutiam as nações, estados e impérios coloniais. A Ethnohistory publica artigos, resenha de livros e ensaios de revisão e mostra em seu endereço eletrônico todas as diretrizes para o envio de propostas. A revista não é de acesso público, necessitando assim pagar para ter acesso ao acervo dos exemplares.

## Como funciona a metodologia da etno-história e uso de fontes
A metodologia da etno-história tem como seu diferencial o seu método de estudos, já que é marcada pela interdisciplinaridade e da multiplicidade de fontes, como a etnografia, fontes orais, fontes materiais e também documentos escritos.

### Fontes etnográficas

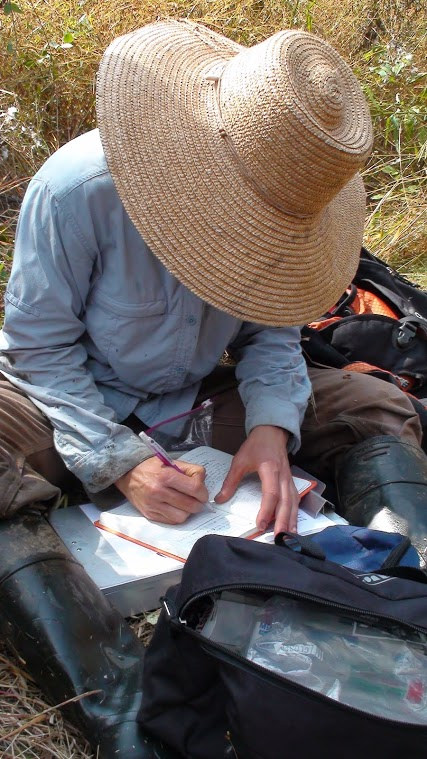
O caderno de campo é um elemento importante no trabalho etnográfico, já que muitas informações não ficam contidas nas fontes orais, escritas e materiais.

### História Oral

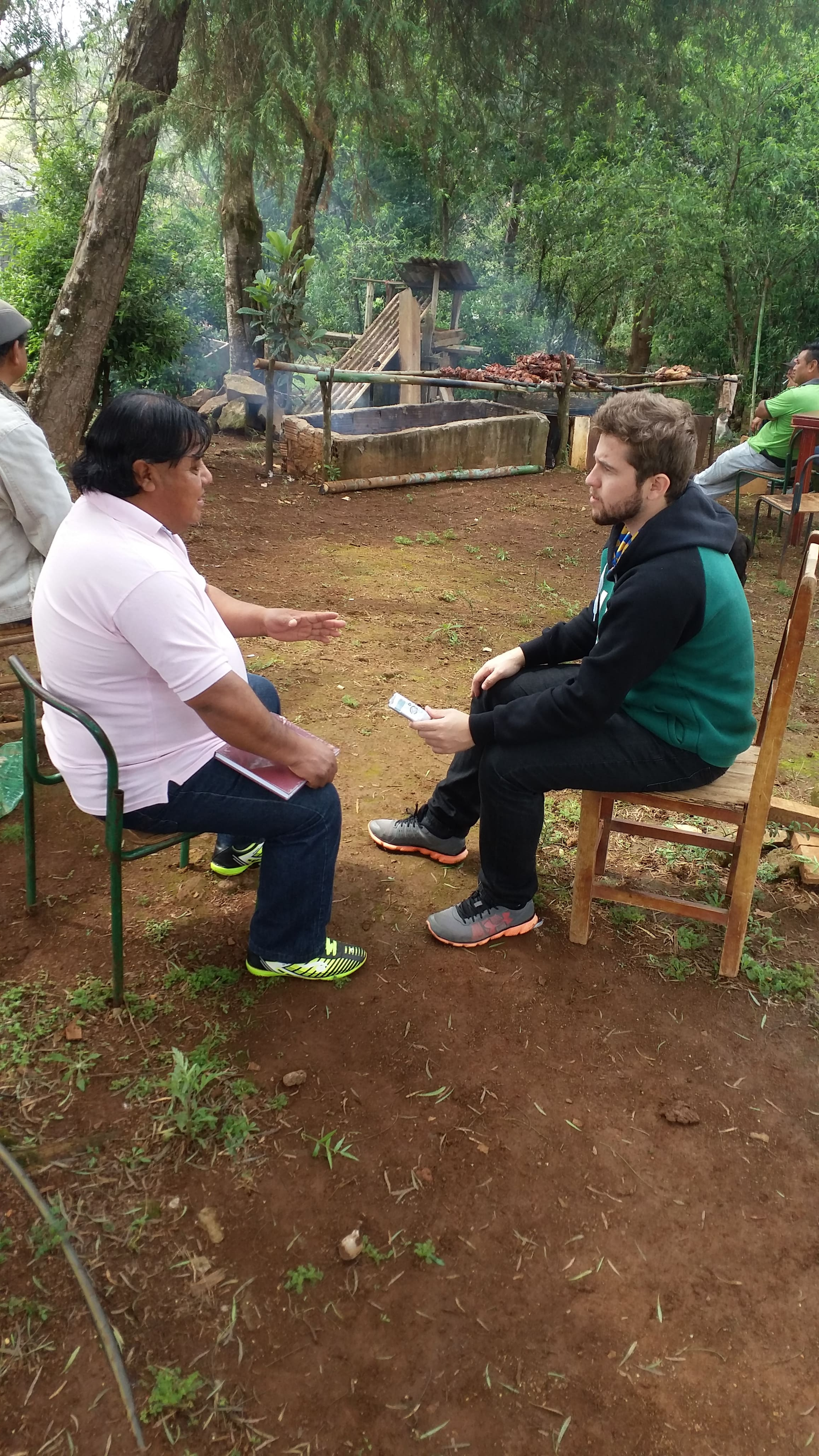
Entrevista de história oral com um ancião da etnia Kaingang realizada no ano de 2018

### Uso de fontes materiais e evidências arqueológicas

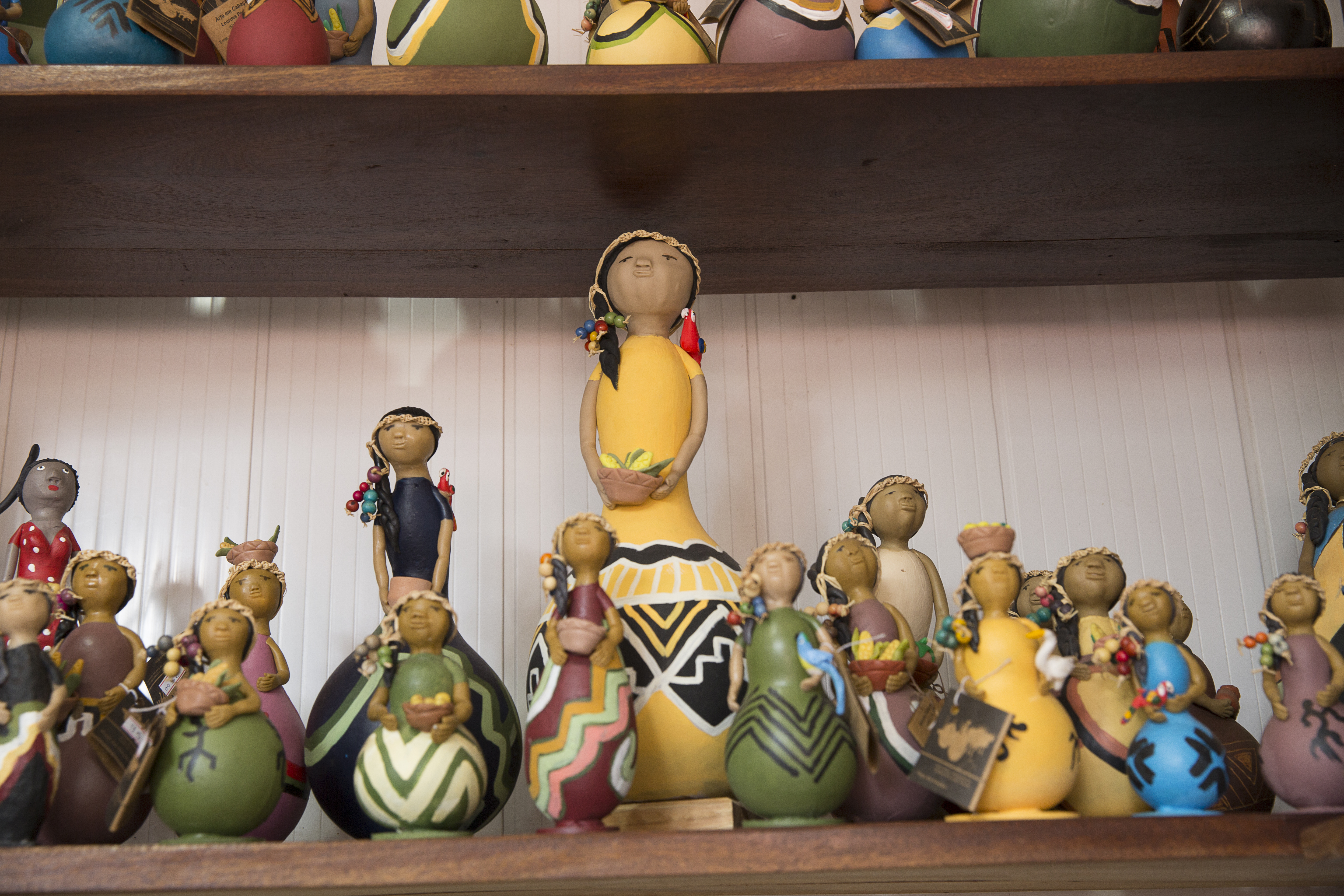
O artesanato indígena é um dos exemplos de fontes de pesquisa em etno-história

### Não exclusão dos documentos escritos

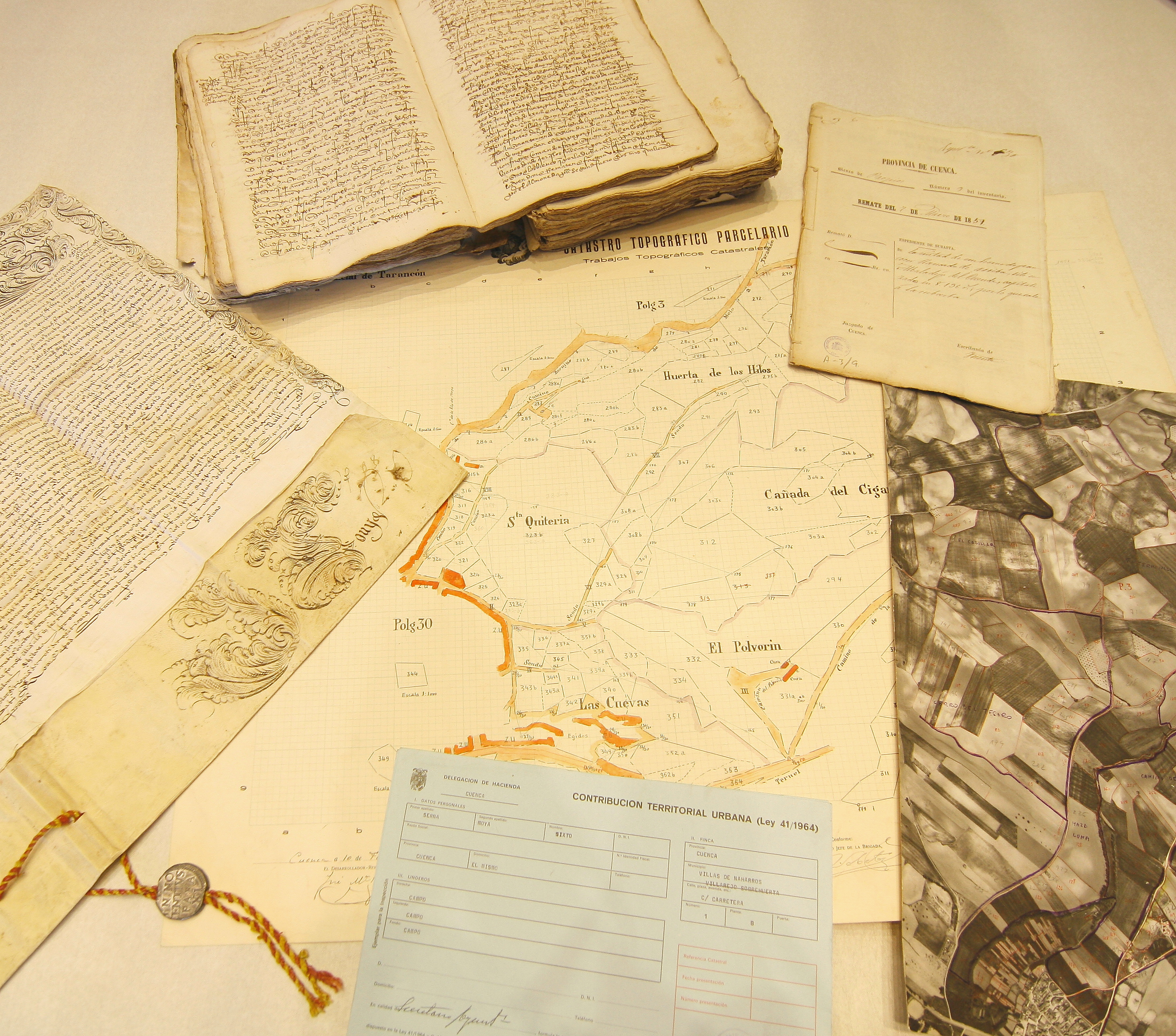
Documentos oficiais e institucionais podem ser utilizados em etno-história, mas devem ser questionados e relacionados com outros tipos de fontes

### Etno-história como disciplina acadêmica independente

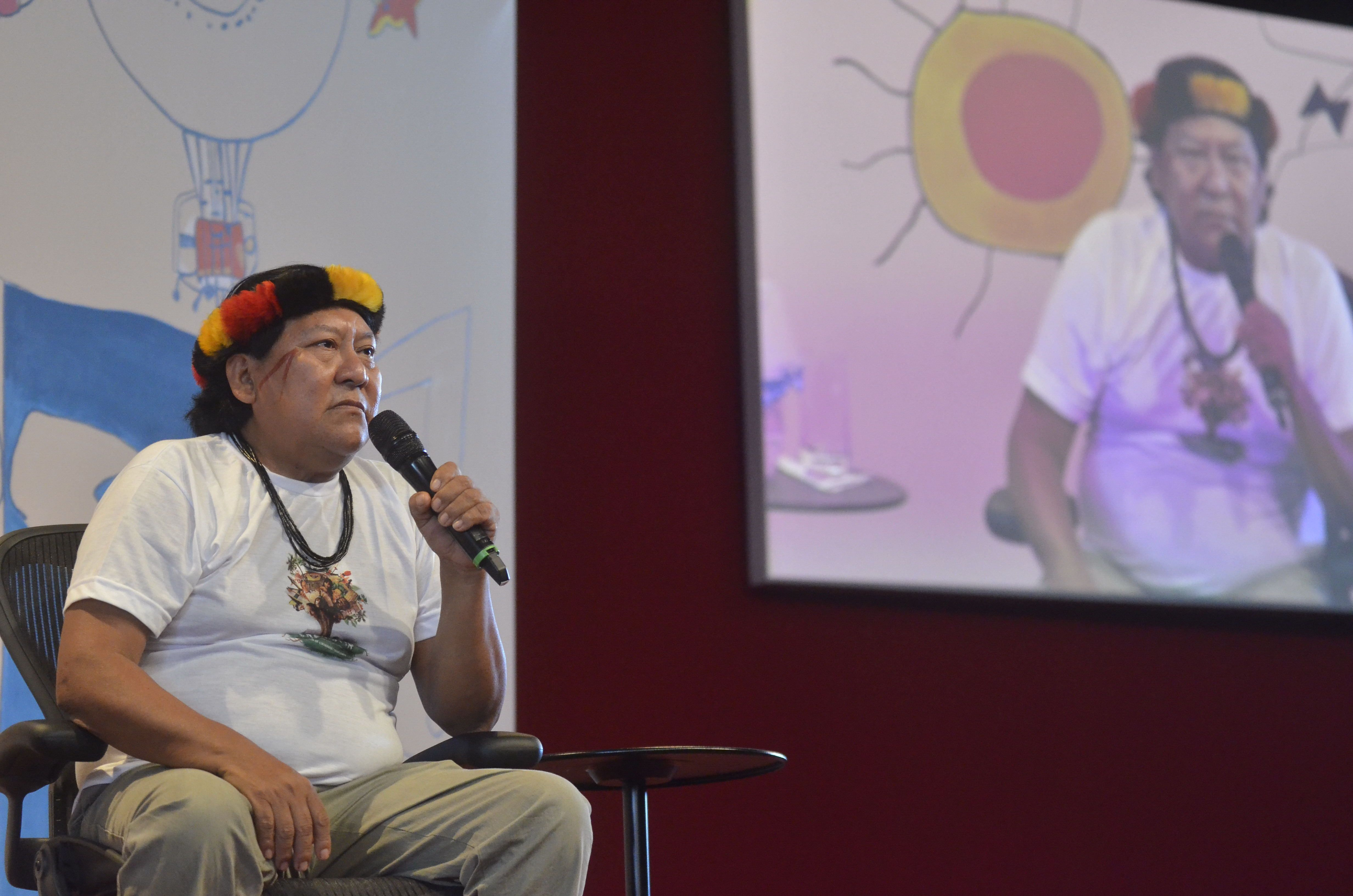
Davi Kopenawa é um dos maiores intelectuais indígenas do Brasil. Como sua principal obra está o livro A queda do céu em que Kopenawa narra o ponto de visto do seu povo sobre o contato que o não indígena.

## Etno-história e sua relação com a História Indígena

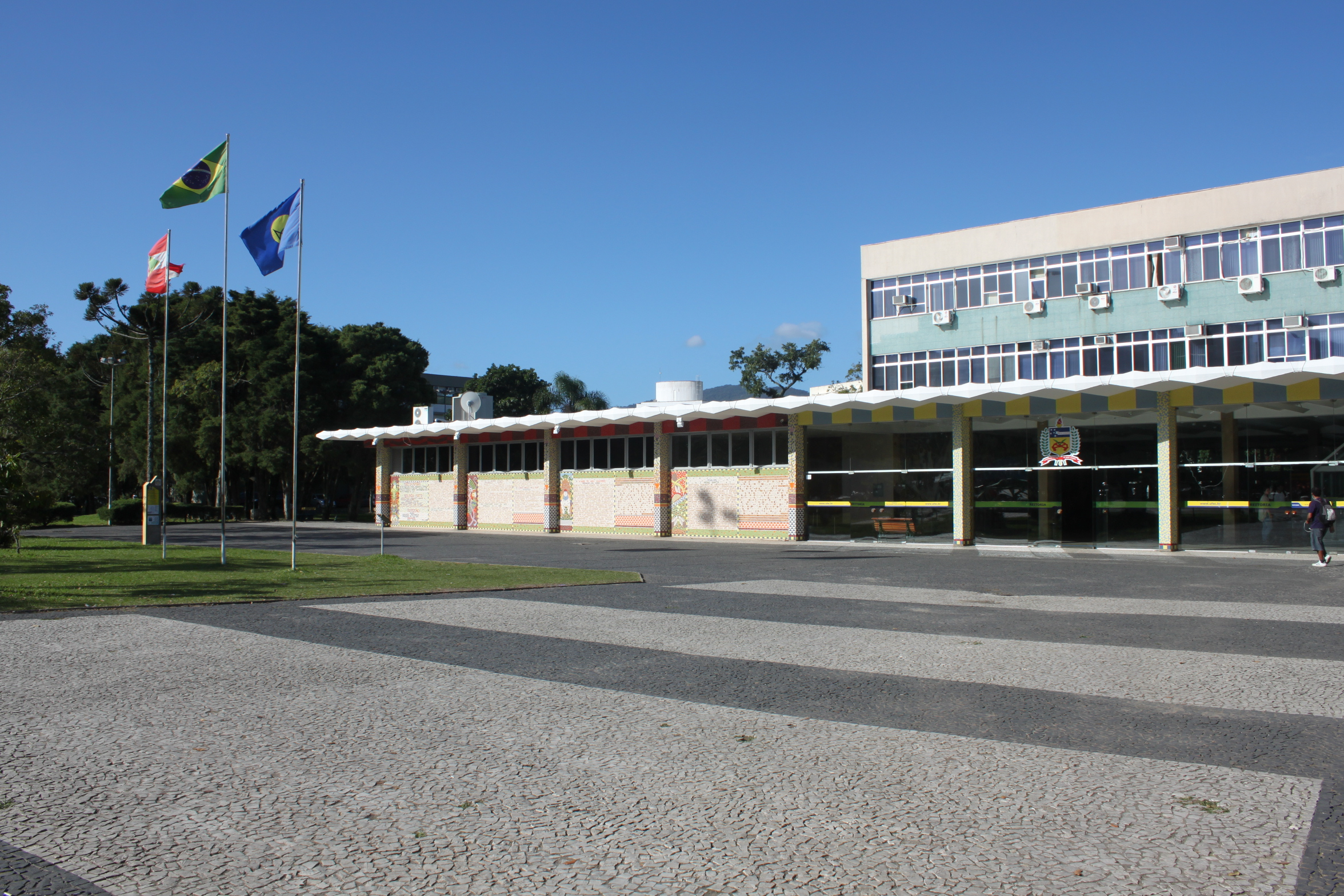
O Programa de Pós-Graduação em História da Universidade Federal de Santa Catarina, conta uma linha de pesquisa chamada: história indígena, etnohistória e arqueologia.

### Oceania

Nos trabalhos de etno-história na Oceania, a questão aborígene é o tema principal. Imagem da bandeira dos aborígenes da Austrália

### Para além da temática indígena

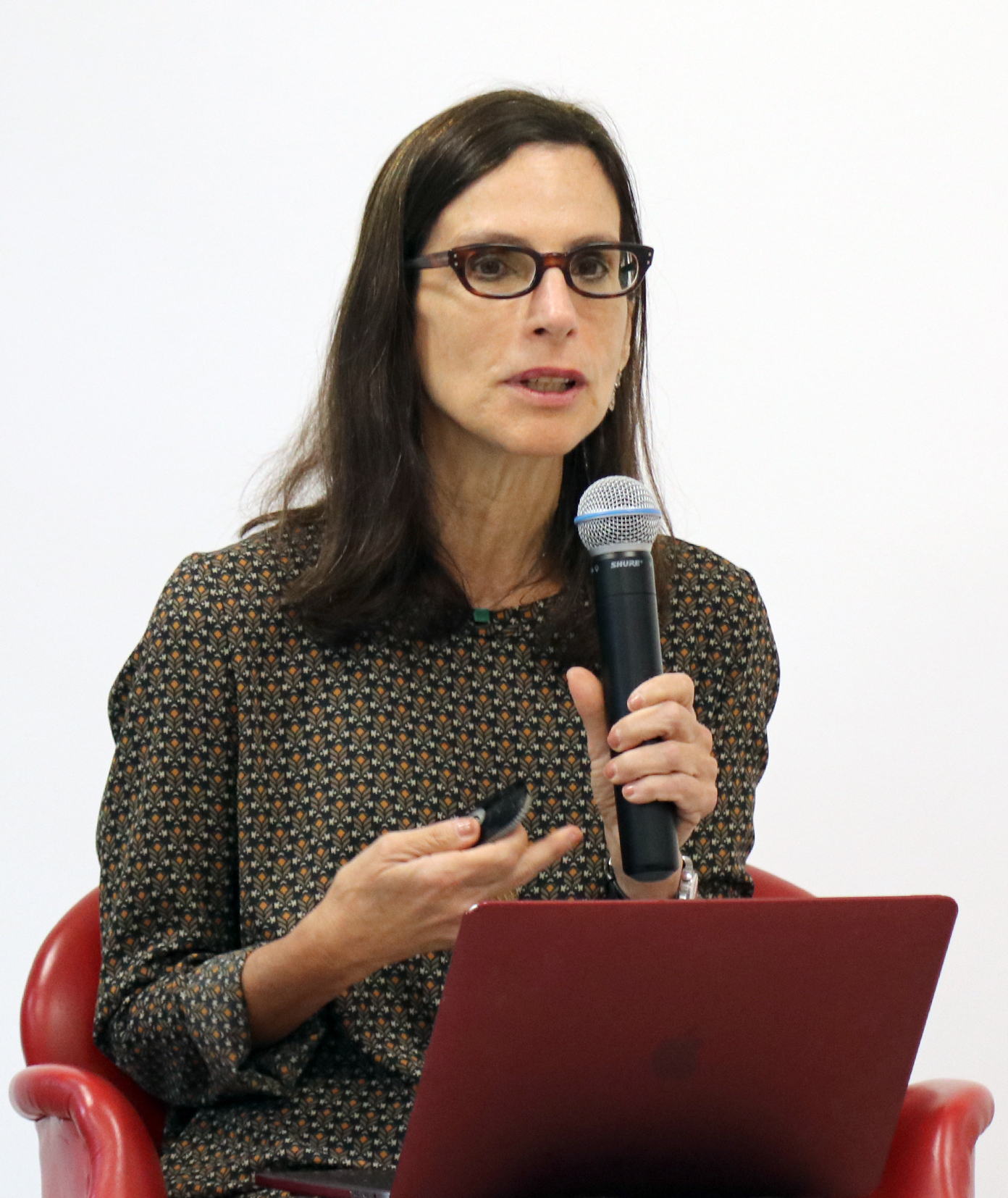
Lilia Moritz Schwarcz é um dos maiores nomes da historiografia brasileira e tem como principais obras: As Barbas do Imperador (1998); Brasil: uma biografia: Com novo pós-escrito (2015); D. João carioca: a corte portuguesa chega ao Brasil (2007); O Espetáculo das Raças (1993)